# Cisterna interpeduncularis
De cisterna interpeduncularis, of cisterna basalis, is een opening tussen het spinnenwebvlies en het zachte hersenvlies in de subarachnoïdale ruimte in de hersenen. De cisterna ligt tussen de hersenstelen en bevat de cirkel van Willis.
De andere twee grote cisternae zijn de cisterna pontina en de cisterna magna.